# Yasuke

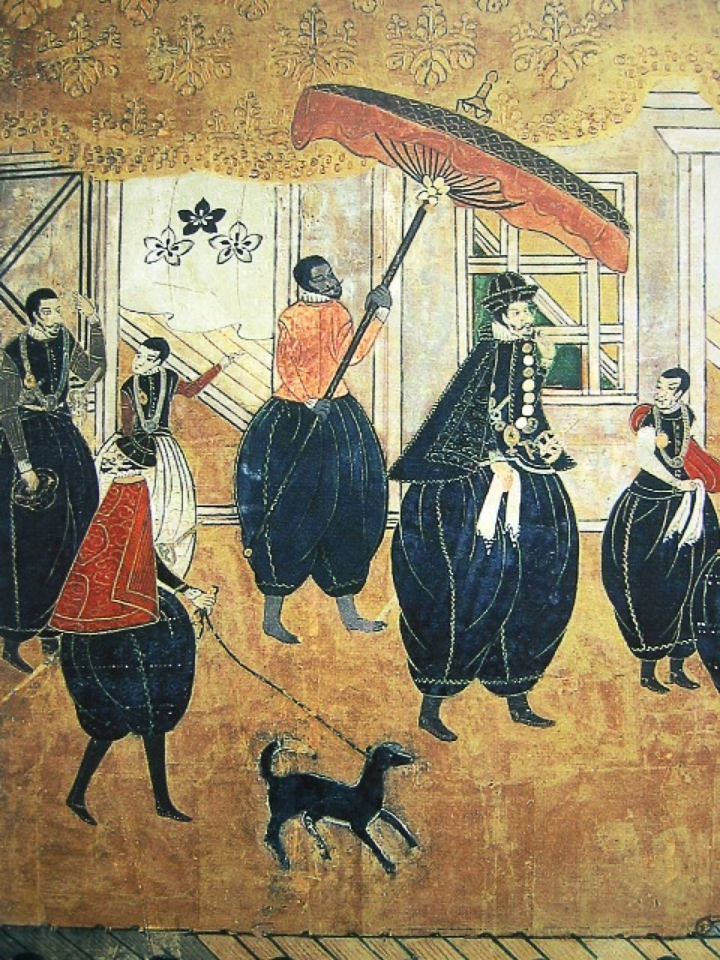
Pintura japonesa que representa un grup de portuguesos, entre els quals es troba un servent negre.

Yasuke (彌介 o 弥助) és el nom utilitzat per a referir-se a un vassall (家臣 kashin, en japonès) africà del daimyō Oda Nobunaga nascut a mitjans del segle XVI.

## Biografia
A principis del segle xvi els japonesos van començar a tenir contacte amb persones provinents d'Àfrica, ja que aquests eren portats al Japó com a esclaus dels missioners jesuïtes portuguesos.
Yasuke, un jove esclau que venia de Moçambic, va arribar al Japó com un servent del grup de jesuïtes de l'italià Alessandro Valignano. Oda Nobunaga, un poderós daimyō del període Sengoku i d'inicis del període Azuchi-Momoyama, va conèixer l'esclau el 1581. Aquest era portat pel Pare Organtin, cap de la delegació de jesuïtes. Nobunaga va demanar que Yasuke fos desvestit fins a la cintura i fregat per a verificar personalment si el seu to de pell "negre com el carbó" era natural, ja que creia que l'havien pintat així per divertir-se.
Fascinat amb l'imponent esclau negre que parlava una mica de japonès, feia uns 1,88 m d'alçada i era fort com un toro (les cròniques japoneses expliquen que era tan fort com 10 guerrers nipons), Nobunaga el va convertir en el seu guardaespatlles personal, i després d'entrenar-lo i orientar-lo en els costums del bushido, el va nomenar el seu samurai de confiança.
Yasuke va estar present i va lluitar pel seu senyor durant l'incident d'Honnō-ji, on Nobunaga va morir traït per un dels seus principals generals anomenat Akechi Mitsuhide. Impressionat per la seva valentia i força, així com per la seva devoció cap al seu protegit Nobunaga, l'usurpador Mitsuhide va decidir perdonar la vida al samurai negre i el va alliberar. No hi ha registres del que va passar amb Yasuke després, però es diu que va tornar amb els jesuïtes i, posteriorment, al seu natal Moçambic, on va viure la resta dels seus dies en pau.
El 2013 una recerca de l'emissió japonesa Descobriment dels misteris del món (世界ふしぎ発見) va concloure que Yasuke provenia del poble africà Makua i que el seu nom original era Yasue.

## En la cultura popular
El personatge principal del manga i anime Afro Samurai està parcialment basat en Yasuke.
Yasuke és el protagonista de la novel·la històrica japonesa per a nens Kuro-suke (くろ助), de Yoshio Kurusu (1916-2001) amb il·lustracions de Genjirou Minoda, publicada el 1943. Aquesta presenta una versió de novel·la i positiva de la història de Yasuke i de la seva relació amb Nobunaga.
Un dels dos protagonistes del videojoc de trets Sci-Fi per a PlayStation 2, Neo Contra, el samurai Genbei "Jaguar" Yagyu, està també inspirat en Yasuke.
Yasuke apareix al videojoc Nioh produït per Koei Tecmo i publicat el 2017.

La fotògrafa Delphine Diallo va exposar el 2023 la seva "Yasuke Series", basada en la història del samurai negre.